# Hamantashen

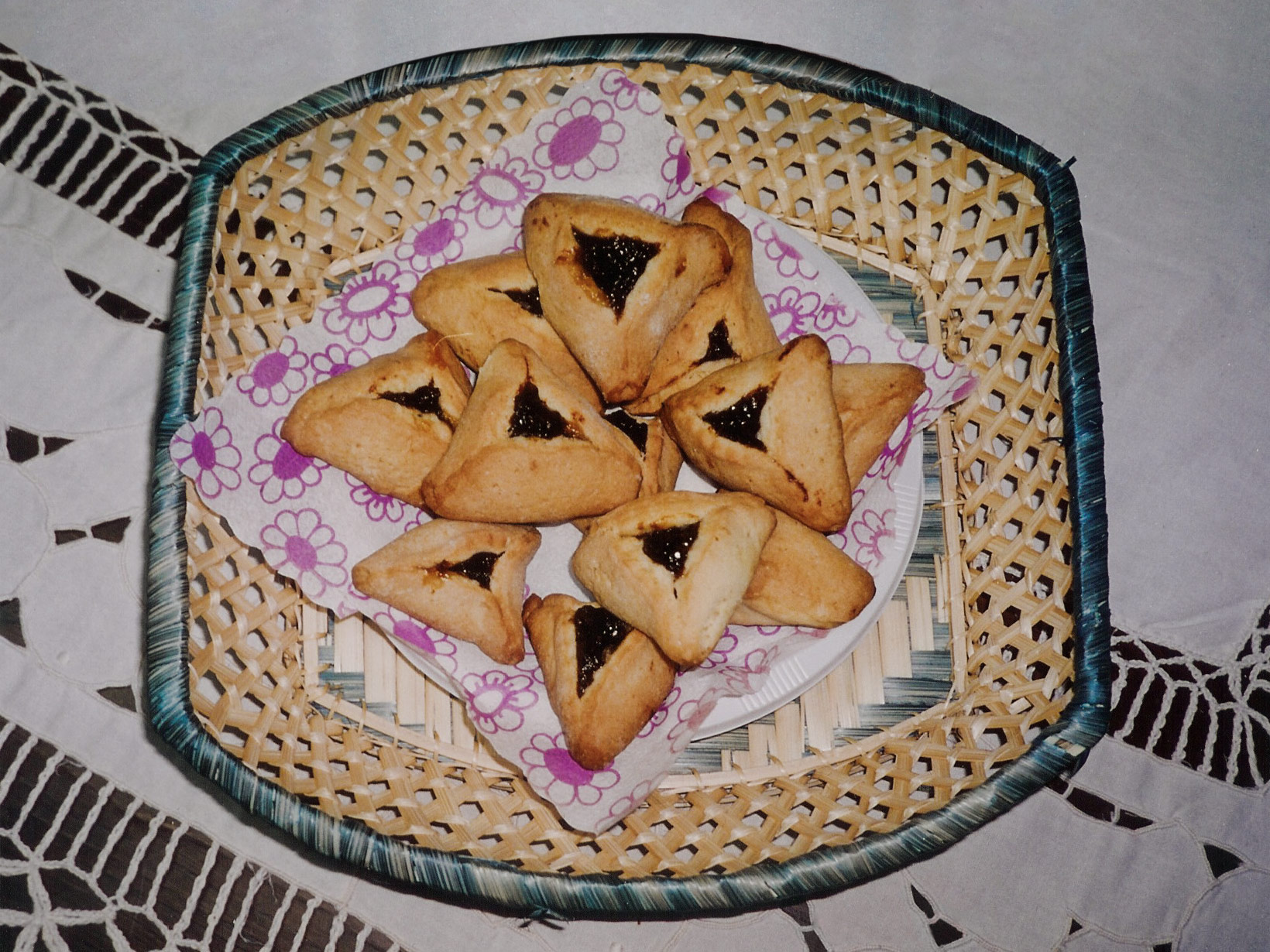
Hamantashen

Les Hamantashen (en jiddisch המן טאשן), són un dolç de la gastronomia jueva asquenazita, que té una forma triangle caracteristica amb tres punxes, aquesta forma s'aconsegueix doblegant els costats d'un tros circular de massa, i col·locant un farciment en el centre. Es pren tradicionalment durant la festa jueva de Purim. Les Hamantaschen es fan amb molts farciments diferents, incloent prunes, fruits secs, llavors de rosella, dàtils, albercoc, poma, melmelada, cirera, xocolata, dolç de llet, halva o fins i tot caramel o formatge. Existeixen variants amb massa dura i tova. En hebreu són anomenades (אוזני המן Oznei Haman).